# Reevesia lumlingensis
Reevesia lumlingensis là một loài thực vật có hoa trong họ Cẩm quỳ. Loài này được H.H. Hsue ex S.J.Xu mô tả khoa học đầu tiên năm 2000.